# Sebastiansbruderschaft Greding
Die Sebastiansbruderschaft Greding ist eine Vereinigung römisch-katholischer Christen in Greding.
Die 1696 gegossene Bruderschaftsglocke in der Martinskirche wurde früher nur beim Tod von Mitgliedern geläutet.

## Geschichte
Die Sebastiansbruderschaft wurde 1500 gestiftet, um Arme, Kranke und Notleidende zu unterstützen und der Verstorbenen in Gebet, Andacht und Gottesdienst zu gedenken. Noch im selben Jahr wurde eine Almosenstiftung mit eigenem Pfründehaus für Arme, Fremde und Hausarme gestiftet.
Wahrscheinlich vor 1600 wurde im Zuge der Gegenreformation die Corpus-Christi-Bruderschaft gegründet. Durch die besondere Verehrung des allerheiligsten Altarsakraments sollte ein Gegenpunkt zu den reformatorischen Auffassungen von Luther und Calvin gesetzt werden, die meinten, dass außerhalb des Kommunionempfangs die Gegenwart Christi nicht vorhanden sei. Die Bruderschaft wurde am 6. März 1624 vom Eichstätter Fürstbischof Johann Christoph von Westerstetten (1612–1637) bestätigt. Am 24. Januar 1752 wurde sie von Papst Benedikt XIV. bestätigt und mit der Sebastiansbruderschaft vereinigt.